# Emre Akbaba
Emre Akbaba (Montfermeil, 4 de octubre de 1992) es un futbolista turco que juega de centrocampista en el Eyüpspor de la Superliga de Turquía. Fue internacional con la selección de fútbol de Turquía.

## Trayectoria
Akbaba comenzó su carrera deportiva como profesional en el Kahramanmaraş BB, con el que disputó 13 partidos y marcó un gol en 2013.
Los siguientes cinco años los pasó entre el Antalyaspor y el Alanyaspor, logrando sus mejores cifras en este último, jugando 136 partidos y marcando 52 goles con el club de Alanya.
Estos números hicieron que el Galatasaray S. K. se fijase en el para reforzar su centro del campo. Así, en verano de 2018, fichó por el club de Estambul.
Con el Galatasaray comenzó bien la temporada, yendo incluso convocado con la selección de fútbol de Turquía, sin embargo, una lesión le frenó hasta el año 2019.

## Selección nacional
Emre Akbaba es internacional con la selección de fútbol de Turquía, con la que debutó en 2017.
Su primer gol con la selección llegó el 13 de noviembre de 2017 en la derrota por 2-3 de Turquía frente a la selección de fútbol de Albania.
Ya jugando para el Galatasaray S. K. fue convocado para los primeros partidos de la Liga de las Naciones de la UEFA 2018-19. Akbaba le dio la victoria a su selección frente a la selección de fútbol de Suecia al marcar un doblete, lo que dejó el marcador en 2-3 favorable a la selección turca.

### Goles internacionales
| N.º | Fecha                    | Estadio                         | Rival   | Gol | Resultado | Competición                                |
| --- | ------------------------ | ------------------------------- | ------- | --- | --------- | ------------------------------------------ |
| 1   | 13 de noviembre de 2017  | Antalya Arena, Antalya, Turquía | Albania | 2-3 | 2-3       | Amistoso                                   |
| 2   | 10 de septiembre de 2018 | Friends Arena, Solna, Suecia    | Suecia  | 2-2 | 3-2       | Grupo B de la Liga de las Naciones 2018-19 |
| 3   | 10 de septiembre de 2018 | Friends Arena, Solna, Suecia    | Suecia  | 3-2 | 3-2       | Grupo B de la Liga de las Naciones 2018-19 |

## Clubes
| Club                | País    | Año       |
| ------------------- | ------- | --------- |
| Kahramanmaraş BB    | Turquía | 2013      |
| Antalyaspor         | Turquía | 2013-2016 |
| Alanyaspor (cedido) | Turquía | 2013-2015 |
| Alanyaspor (cedido) | Turquía | 2016      |
| Alanyaspor          | Turquía | 2016-2018 |
| Galatasaray S. K.   | Turquía | 2018-2022 |
| Alanyaspor (cedido) | Turquía | 2021-2022 |
| Adana Demirspor     | Turquía | 2022-2024 |
| Eyüpspor            | Turquía | 2024-     |

## Palmarés

### Títulos nacionales
| Título               | Club              | País    | Año  |
| -------------------- | ----------------- | ------- | ---- |
| Copa de Turquía      | Galatasaray S. K. | Turquía | 2019 |
| Superliga de Turquía | Galatasaray S. K. | Turquía | 2019 |
| Supercopa de Turquía | Galatasaray S. K. | Turquía | 2019 |